# 大起水産

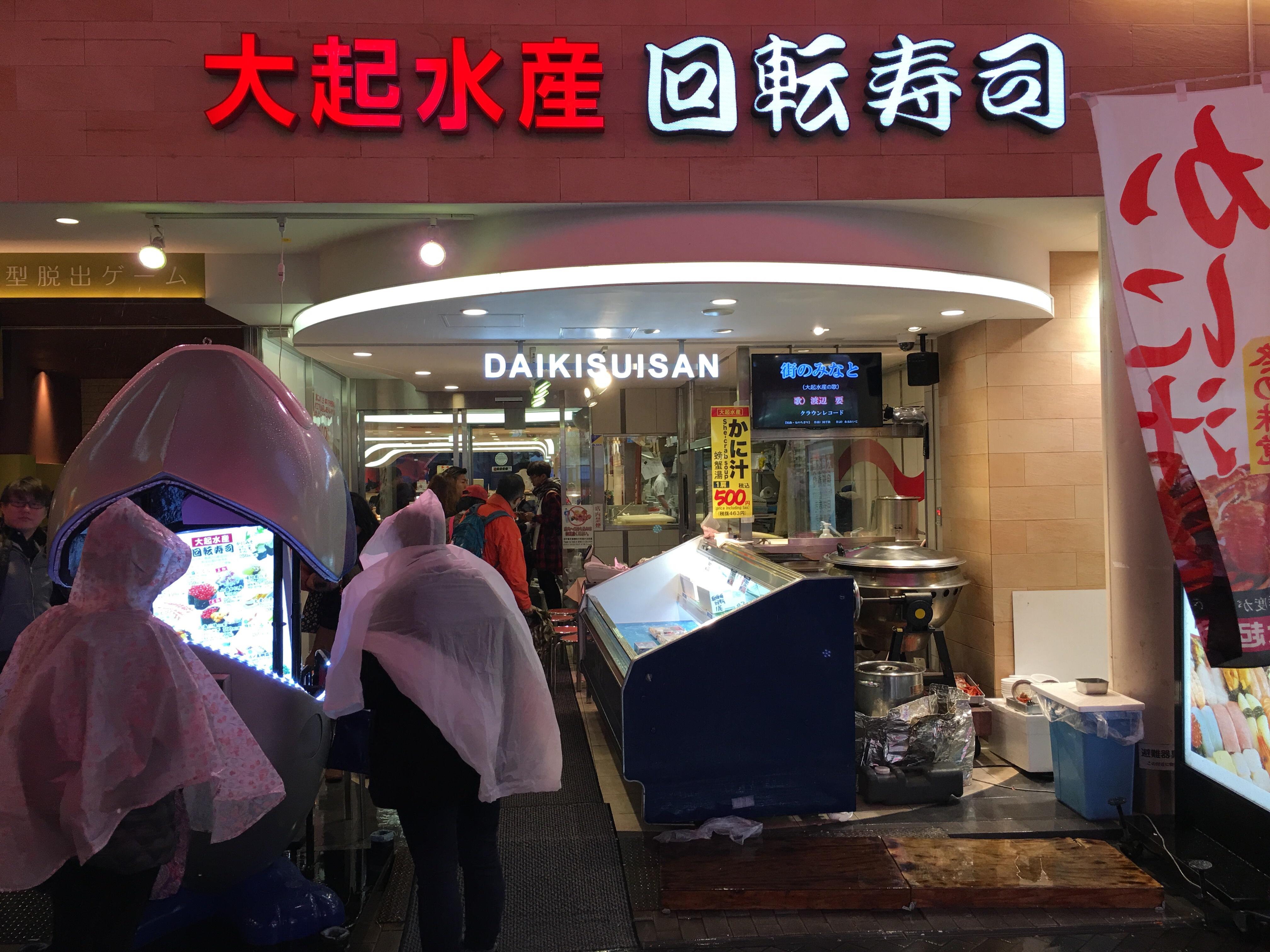
大起水産回転寿司道頓堀店（2016年撮影）

大起水産株式会社（だいきすいさん）は大阪府堺市北区に本社を置く、魚介類の販売や回転寿司チェーン等を経営する企業。

## 概要
回転寿司店、水産物小売販売店、その他飲食店業態を、堺市と大阪市を中心に、大阪府、兵庫県、奈良県、京都府で展開している。
日本ソフト販売の調べでは、2022年7月時点で店舗数は31店であり、日本国内の回転寿司チェーンとして業界13位、寿司チェーンとして業界18位である（回転寿司#回転寿司チェーンの展開も参照）。
2018年（平成30年）には堺市にマグロをテーマにした商業施設「街のみなと まぐろパーク 堺本店」を開業し、オープニング式典には堺市の竹山修身市長や大阪観光局の溝畑宏理事長らが出席した。
2021年（令和3年）には、西日本旅客鉄道（JR西日本）が取り組む陸上養殖のサーモンの販売を開始した。同年、ニッスイグループが京都府伊根町で養殖する「伊根まぐろ」の取り扱いも開始した。また、京都府宮津市には金下建設と協力して宮津市公設市場跡地に回転寿司店を進出する予定である。

## 沿革
創業者の佐伯保信（後に会長）は1944年（昭和19年）満州奉天生まれ、愛媛県出身で、15歳の時に大阪府堺市へ移り、青果店や魚屋に務め、1975年（昭和50年）に塩干物の卸販売会社として大起水産を立ち上げた。1978年（昭和53年）にはまぐろ問屋に業容を拡大し、その後大手百貨店との直接取引も開始。1988年（昭和63年）には、郊外型の「堺活魚流通センター」を開業し、鳥取県境港から産地直送と、消費者向けに産地市況のラジオ放送を開始した。2000年（平成12年）に回転寿司チェーンに本格的に参入した。
- 1975年（昭和50年）11月 - 大起水産株式会社を設立（堺中央綜合卸売市場内、塩干類卸売）[15]。
- 1978年（昭和53年）7月 - 「大起フード株式会社」（まぐろ加工専門問屋）を設立。
- 1980年（昭和55年）3月 - 堺中央綜合卸売市場で鮮魚卸売を営業開始。
- 1986年（昭和61年）2月 - 「南部企画開発株式会社」を設立。
- 1988年（昭和63年）5月 - 「堺活魚流通センター」（堺市、大阪府道2号大阪中央環状線沿い）を開業し、小売業に進出。ラジオ大阪から消費者向け産地市況放送「新鮮活け活け情報」を開始。
- 1989年（平成元年）7月 - 「大起フード株式会社」を「大起産業株式会社」に商号変更[16]。
- 1993年（平成5年）8月 - 堺市中村町に移転した堺中央綜合卸売市場で「堺活魚流通センター」を開業。
- 2000年（平成12年）11月 - 奈良市柏木町に天然活魚回転寿司「だいすきや」（現「大起水産回転寿司奈良店」）を開業。
- 2018年（平成30年）8月 - 堺中央綜合卸売市場の「街のみなと堺店」を200坪から800坪へ拡張し（ジョーシン中環堺店の跡地）、「街のみなと まぐろパーク 堺本店」を開業。

## 事業・店舗
- 大起水産回転寿司[17]
  - 大阪府内：堺店、北野田店、はなれ金剛店、岸和田店、りんくうシークル店、八尾店、ホワイティうめだ店、なんばCITY店、なんばウォーク店、道頓堀店、大丸心斎橋店、あべのキューズモール店、箕面店、ららぽーとEXPOCITY店、天満橋店、京橋店、京阪守口店、京阪くずはモール店、枚方モール店、泉北店
  - 兵庫県内：兵庫川西店、西宮ガーデンズ店、神戸魚崎店
  - 奈良県内：奈良店、橿原店、奈良学園前店
  - 京都府内：京都伏見店、京都タワーサンド店、新京極店、河原町三条店
- 街のみなと - 水産物の小売販売店
  - 大阪府内：まぐろパーク堺本店、箕面店、岸和田店、りんくうシークル店、阪急三番街店、阪急高槻市駅店、魚と海鮮鮨酒場街のみなとルクア大阪店、ららぽーと堺店
  - 大阪府内（テイクアウト専門店）：三国ヶ丘店、河内長野店、吹田山田店、天王寺ミオ店、住之江店、北野田店、あびこ店、八尾店、近鉄八尾店、瓢箪山店、南海金剛店、メトロなかもず店、寺田町店、天神橋筋六丁目店、なんばウォーク西店、メトロ天王寺店、ウイステ野田阪神店
  - 兵庫県内：兵庫川西店、さんちか店
  - 奈良県内：奈良店
  - 京都府内：京都伏見店
- 第2事業部（その他レストラン・飲食店）
  - 大阪府内：八軒家浜まぐろスタジアム、さかなびいき なんばCITY店、天下の台所 京橋店、鰻・割烹豊りょう 京阪守口店、天下の台所 あべのキューズモール店(フードコート)、街のみなと みのおキューズモール店(フードコート)
  - 兵庫県内：まぐろダイニング エビスタ西宮店(フードコート)
  - 奈良県内：海鮮丼と干物定食専門店 奈良店

## グループ会社
- 大起産業株式会社（魚介類卸売事業）
- 南部企画開発株式会社（企画・宣伝広告・不動産関連事業）
- 株式会社街のみなと（水産物等のイベント企画・小売事業）